# Șmîhli, Poltava
Șmîhli (în ucraineană Шмиглі) este un sat în comuna Șcerbani din raionul Poltava, regiunea Poltava, Ucraina.

## Demografie
Componența lingvistică a localității Șmîhli
     Ucraineană (95,73%)
     Rusă (4,27%)
Conform recensământului din 2001, majoritatea populației localității Șmîhli era vorbitoare de ucraineană (95,73%), existând în minoritate și vorbitori de rusă (4,27%).